# Instantón

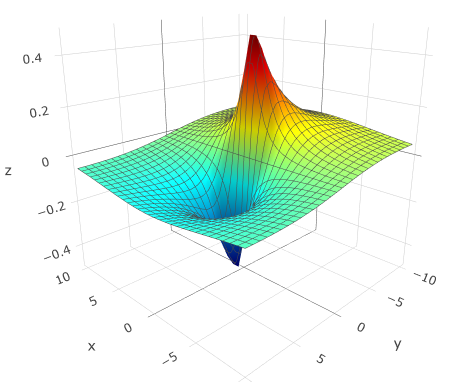
Este gráfico proporciona un coeficiente del instantón BPST restringido a una porción bidimensional del espacio euclidiano de cuatro dimensiones.

En teoría de campos, un  instantón es una solución clásica de una teoría de campos euclídea cuyo valor de la acción es finito y no nulo. En particular, para teorías definidas en el espacio-tiempo de Minkowski, se define un instantón como una solución de la versión euclídea de dicha teoría con las propiedades mencionadas.
En general, dada la forma de las ecuaciones de campo, un instantón de una teoría definida en un espacio euclídeo con D dimensiones es equivalente a una solución estática de la misma teoría, definida ahora en un espacio-tiempo de 1+D dimensiones.
Los instantones son importantes en teoría cuántica de campos, debido a que contribuyen al efecto túnel entre distintos vacíos de una teoría de campos. Un ejemplo de este efecto es la violación de CP en QCD. Además, también juegan un papel en otros fenómenos como el confinamiento en ciertas teorías, algunas anomalías, etc.